# Pinheiro da Bemposta, Travanca e Palmaz
Pour les articles homonymes, voir Pinheiro.
Pinheiro da Bemposta, Travanca e Palmaz est une paroisse civile portugaise (en portugais : freguesia) de la municipalité d'Oliveira de Azeméis dans le district d'Aveiro. Elle est créée en 2013 par fusion des paroisses de Pinheiro da Bemposta, Travanca et Palmaz.

## Géographie
Pinheiro da Bemposta, Travanca e Palmaz est située au sud d'Oliveira de Azeméis, en direction de la municipalité d'Albergaria-a-Velha.
La paroisse est notamment arrosée par la rivière Caima, affluent de la Vouga.

## Histoire
La paroisse est créée par la loi no 11-A/2013 du 28 janvier 2013 portant réorganisation administrative du territoire des freguesias, en fusionnant les paroisses de Pinheiro da Bemposta, Travanca et Palmaz. Son nom officiel est União das Freguesias de Pinheiro da Bemposta, Travanca e Palmaz et son siège est fixé à Pinheiro da Bemposta.

## Démographie
Lors du recensement de 2021, Pinheiro da Bemposta, Travanca e Palmaz compte 6 735 habitants. C'est alors la 3e paroisse la plus peuplée de la municipalité, derrière Oliveira de Azeméis, Santiago de Riba-Ul, Ul, Macinhata da Seixa e Madail (20 665 habitants) et Vila de Cucujães (9 962 habitants).